# Schwenkflügel

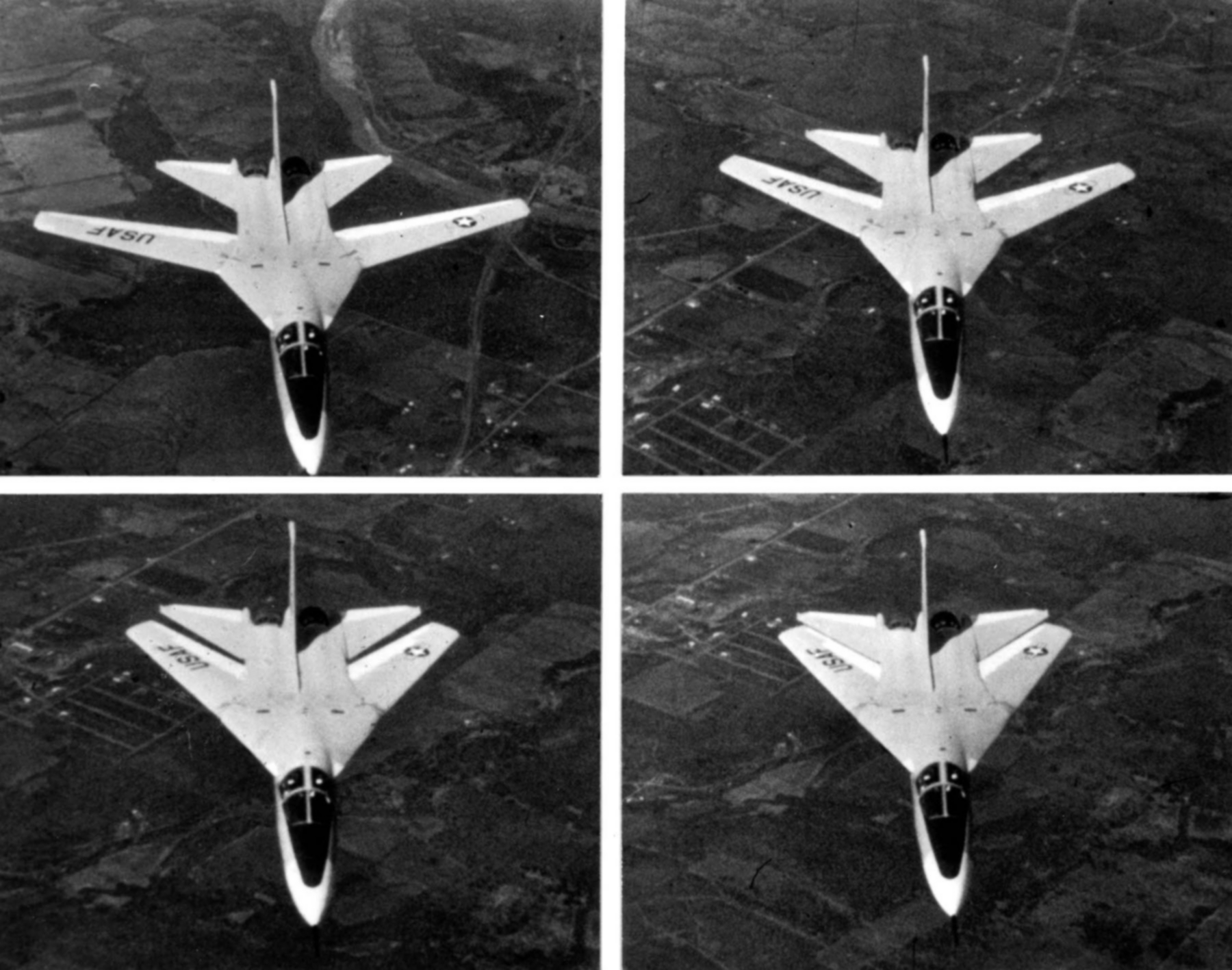
General Dynamics F-111 mit verschiedenen Flügelstellungen

Schwenkflügel sind Tragflächen, deren Pfeilung durch einen Schwenkmechanismus verändert werden kann.

## Funktion

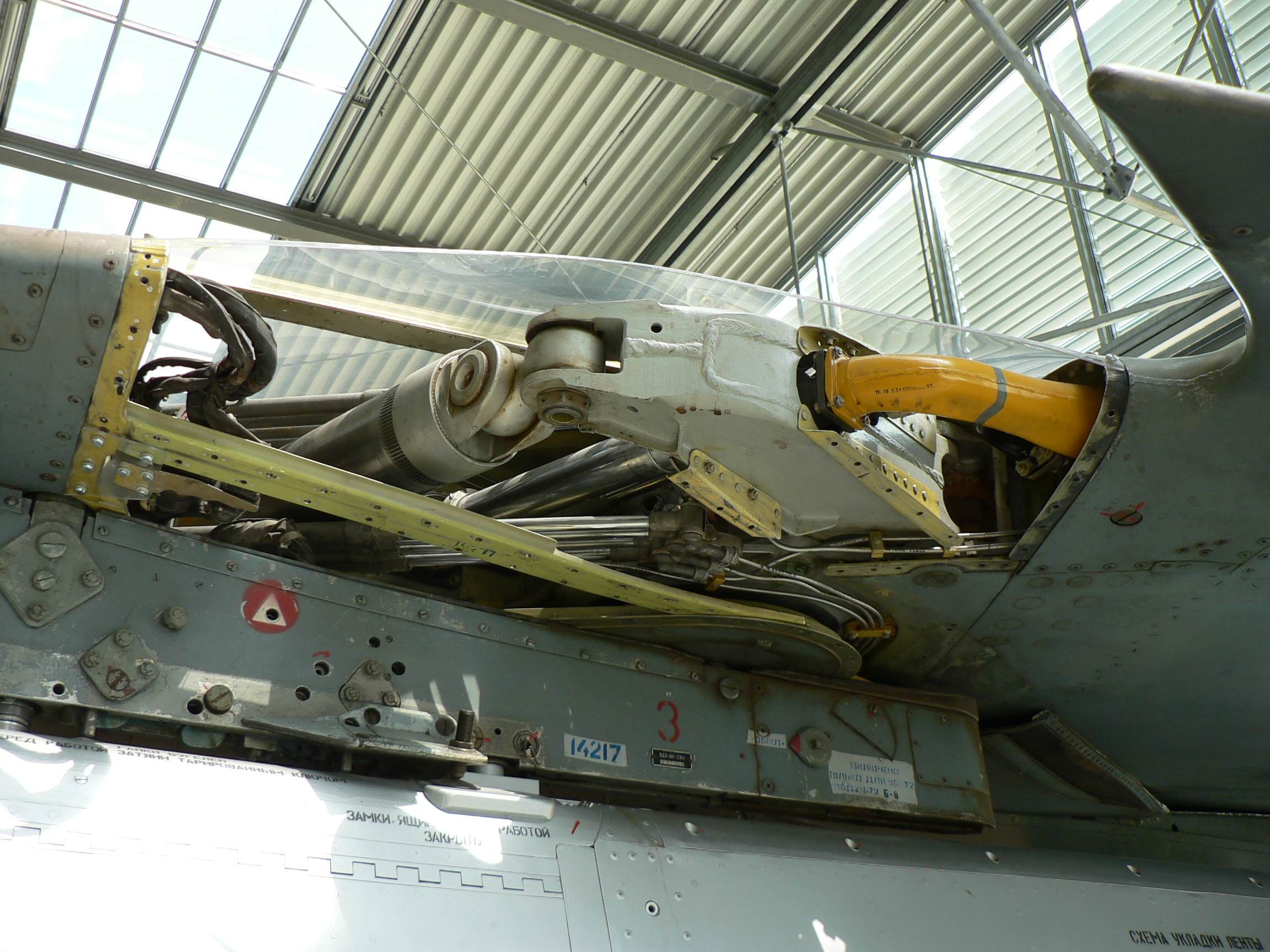
Schwenkmechanismus einer MiG-23

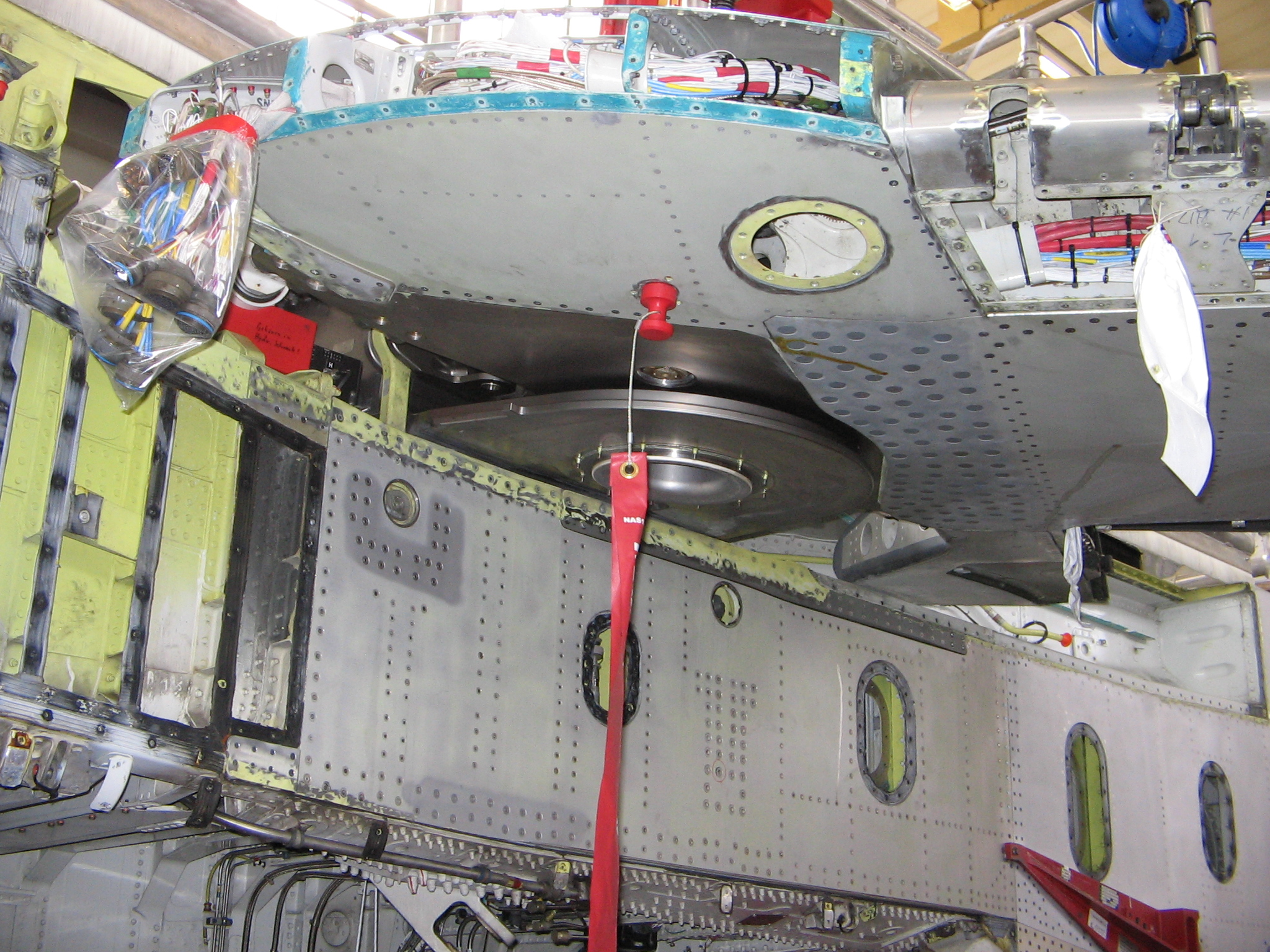
Achse des Schwenkmechanismus eines Tornado

Je nach Ausführung werden entweder die gesamten Tragflächen oder nur Teile der Tragflächen geschwenkt. Der Luftwiderstand und der Auftrieb des Tragwerks können so an die jeweilige Fluggeschwindigkeit und Einsatzbedingungen angepasst werden. Bei niedriger Geschwindigkeit oder bei Start und Landung werden die Flächen auf geringe Pfeilung gestellt, wodurch trotz der geringen Geschwindigkeit ein hoher Auftrieb erzeugt werden kann. Start- und Landegeschwindigkeit können so verringert werden und auch die Manövrierfähigkeit im Langsamflug wird verbessert. Beim schnellen Flug wird die Pfeilung erhöht, was den Luftwiderstand des Flugzeuges verringert und somit eine größere Geschwindigkeit und Reichweite ermöglicht.
Die Pfeilung ist dabei nur der offensichtlichste Teil. Besonders wichtig ist aus aerodynamischer Sicht, dass sich durch das Schwenken auch die Flügelstreckung und die Profiltiefe verändern lassen. Letzteres ergibt sich daraus, dass sich, bei gleichbleibender Dicke des Flügels, die Profilsehne durch das Zurückschwenken (in Strömungsrichtung gesehen) verlängert.
Eine besondere Form des Schwenkflügels stellt das sogenannte Schiebeflügel-Konzept (engl. „oblique wing“) dar, bei dem eine durchgehende Tragfläche um einen zentralen Drehpunkt geschwenkt wird und das ebenfalls auf deutsche Entwürfe gegen Ende des Zweiten Weltkrieges zurückgeht. Schwenkrotor-Flugzeuge, die statt der Rotorgondeln die ganze Tragfläche nach oben schwenken können (z. B. die Hiller X-18), werden ebenfalls oft als Schwenkflügelflugzeuge bezeichnet. Die korrekte Bezeichnung hierfür ist aber Kippflügelflugzeug.
Ebenfalls nicht zu verwechseln ist der Schwenkflügler mit dem Knickflügel („Möwenflügel“) sowie den faltbaren Tragflächen von Trägerflugzeugen, die der platzsparenden Unterbringung auf den Decks der Flugzeugträger dienen.

## Geschichte
Am 4. Juni 1942 wurde dem deutschen Aerodynamiker Albert Betz ein geheimgehaltenes Zusatzpatent (799/42) mit der Bezeichnung „Flugzeug mit Einrichtung zur Änderung der Flügelpfeilung“ erteilt, was als Geburtsstunde des Schwenkflügelkonzepts betrachtet werden darf.  Als erstes Schwenkflügelflugzeug gilt heute der Prototyp der Messerschmitt P.1101, dessen Flügel am Boden in einem Bereich von 35°–45° verstellbar waren. Nachdem das Flugzeug gegen Ende des Zweiten Weltkriegs als Kriegsbeute in amerikanische Hände gefallen war, wurde auf dessen Basis die Bell X-5 entwickelt, die im Flug verstellbare Schwenkflügel besaß.

## Vor- und Nachteile
Schwenkflügel bieten Vorteile, wenn hohe Anforderungen an Langsamflugverhalten, Startbahnlänge, Nutzlastkapazität sowie gleichzeitig an den Flug mit sehr hohen Geschwindigkeiten (Überschallfähigkeit, z. B. beim Eindringen in den gegnerischen Luftraum oder bei Abfangmanövern) in einer Flugzeugzelle vereint werden sollen. Nachteile entstehen gegenüber Festflügel-Konstruktionen durch erhöhtes Leergewicht und die Komplexität des Schwenkmechanismus.
Das Aufkommen von Relaxed Stability-Kontrollsystemen in den 1970er Jahren merzte viele Nachteile von Festflügelsystemen aus. Kein neues Schwenkflügelflugzeug wurde seit der Tupolew Tu-160 gebaut, allerdings ist bemerkenswert, dass das Nachfolgesystem der Grumman F-14 – die F/A-18E/F – eine verminderte Nutzlast bzw. Reichweite wegen seiner kleinen Festflügel hat.

## Alternative Lösungen
Bei der North American XB-70 wurden die Flügel – genau genommen: die Flügelenden – nicht horizontal, sondern vertikal geschwenkt. Ab ca. Mach 1,8 wurden beide Flügelenden bis maximal 65° nach unten geklappt.
Beim Oblique Wing wird ein durchgehender Flügel in Hochdecker-Konfiguration schräggestellt.

## Prototypen (in Klammern) und in Serie produzierte Schwenkflügler
| Typ                          | Verwendungszweck                                             | Baujahr von | Baujahr bis        | Herkunft                                       |
| ---------------------------- | ------------------------------------------------------------ | ----------- | ------------------ | ---------------------------------------------- |
| (Messerschmitt P.1101)       | (Experimentalflugzeug)                                       | (1945)      | (1945)             | Deutsches Reich                                |
| (Bell X-5)                   | (Experimentalflugzeug)                                       | (1951)      | (1958)             | Vereinigte Staaten                             |
| General Dynamics F-111       | Mittelstrecken-Jagdbomber / strategischer Bomber / Aufklärer | 1967        | 1982               | Vereinigte Staaten                             |
| Mikojan-Gurewitsch MiG-23    | Jäger/Jagdbomber                                             | 1967        | 1985               | Sowjetunion                                    |
| Rockwell B-1A                | strategischer Langstrecken-Bomber                            | 1970        | 1977               | Vereinigte Staaten                             |
| Mikojan-Gurewitsch MiG-27    | Jagdbomber                                                   | 1970        | 1986               | Sowjetunion                                    |
| Suchoi Su-17 / Su-20 / Su-22 | Jagdbomber                                                   | 1970        | 1990               | Sowjetunion                                    |
| (Boeing 2707)                | (Passagierflugzeug – Projekt)                                | (1966)      | (1971)             | Vereinigte Staaten                             |
| (Dassault Mirage G)          | (Mehrzweckkampfflugzeug – Prototyp)                          | (1971)      | (1973)             | Frankreich                                     |
| Suchoi Su-24                 | taktischer Bomber                                            | 1971        | 1974               | Sowjetunion                                    |
| Tupolew Tu-22M               | Bomber                                                       | 1972        | 1993               | Sowjetunion / Russland                         |
| Panavia Tornado              | Mehrzweckkampfflugzeug                                       | 1973        | 1999               | Deutschland & Vereinigtes Königreich & Italien |
| Grumman F-14                 | Luftüberlegenheitsjäger                                      | 1972        | 1992               | Vereinigte Staaten                             |
| Grumman EF-111               | Elektronische Kampfführung                                   | 1977        | 1985               | Vereinigte Staaten                             |
| Rockwell B-1B                | strategischer Langstrecken-Bomber                            | 1981        | 1988               | Vereinigte Staaten                             |
| Tupolew Tu-160               | strategischer Langstrecken-Bomber                            | 1984        | 1994               | Sowjetunion / Russland                         |
| Tupolew Tu-160M              | strategischer Langstrecken-Bomber                            | 2001        | noch in Produktion | Russland                                       |